# 周イ生
周 瑋生（しゅう いせい、Zhou Weisheng）は、中華人民共和国の工学者。日本の京都大学物理工学博士。立命館大学政策科学部教授、立命館孔子学院名誉学院長、立命館サステイナビリティ学研究センター幹事、国際3E研究院院長、一帯一路日本研究センター事務局長、全日本華僑華人連合会栄誉会長を務めている。
専門分野はエネルギーや環境政策である。